# Kipchoge Keino
Kipchoge Hezekieh »Kip« Keino, kenijski atlet, * 17. januar 1940, Kipsamo, Nandi, Kenija.
Keino je nastopil na poletnih olimpijskih igrah v letih 1964 v Tokiu, 1968 v Ciudad de Méxicu in München 1972 v Münchnu. Leta 1968 je osvojil naslov olimpijskega prvaka v teku na 1500 m in podprvaka na 800 m, leta 1972 pa naslov prvaka v teku na 3000 m z zaprekami in podprvaka v teku na 5000 m.  Na Igrah Commonwealtha je leta 1966 v Kingstonu zmagal v teku na eno in tri milje, leta 1970 v Edinburgu pa zmagal na 1500 m in bil srebrn na 5000 m. Na Vseafriških igrah je leta 1965 v Brazzavillu zmagal v teku na 1500 in 5000 m, leta 1973 v Lagosu pa je bil srebrn na 1500 m. 27. avgusta 1965 je postavil svetovni rekord v teku na 3000 m s časom 7:39,6. Veljal je do leta 1972, ko ga je izboljšal Emiel Puttemans. 30. novembra 1965 je postavil še  svetovni rekord v teku na 5000 m s časom 13:24,2. Veljal je do leta 1966, ko ga je popravil Ron Clarke.
Leta 2012 je bil sprejet v novoustanovljeni Mednarodni atletski hram slavnih, kot eden izmed prvih štiriindvajsetih atletov.
Na otvoritveni slovesnosti poletnih olimpijskih iger 2016 je iz rok predsednika MOK Nemca Thomasa Bacha prejel prvo posebno priznanje Mok za humanitarne dosežke.